# Udamopyga helicivora
Udamopyga helicivora är en tvåvingeart som beskrevs av Guilherme A.M.Lopes 1969. Udamopyga helicivora ingår i släktet Udamopyga och familjen köttflugor.
Artens utbredningsområde är Uruguay. Inga underarter finns listade i Catalogue of Life.